# Resonance: A Plague Tale Legacy
Resonance: A Plague Tale Legacy é um futuro jogo de ação e aventura e RPG, desenvolvido pela Asobo Studio e publicado pela Focus Entertainment, anunciado durante o Xbox Games Showcase em 8 de junho de 2025, o título é um prelúdio da série A Plague Tale, ambientado 15 anos antes de A Plague Tale: Innocence, e tem previsão de lançamento para 2026 em Microsoft Windows, Xbox Series X/S, PlayStation 5.

## Jogabilidade e enredo
Em Resonance, o jogador assume o papel de Sophia, uma jovem saqueadora em fuga que explora a misteriosa "Ilha do Minotauro", resolvendo enigmas baseados em manipulação de luz, enfrentando inimigos humanos e criaturas inspiradas na mitologia – como o minotauro – e alternando entre a Idade Média e a antiga civilização minoica.
A jogavilidade combina elementos de stealth, resolução de puzzles e combate, introduzindo novas mecânicas de manipulação de luz e sombras, além de habilidades que permitem interagir com os enxames da praga. O diretor criativo, David Dedeine, afirmou que o jogo terá um "combate mais intuitivo e dinâmico" em relação aos títulos anteriores.

## Lançamento
O jogo será lançado em 2026, disponível no primeiro dia no Xbox Game Pass para Microsoft Windows, Xbox Series X/S e Xbox Cloud Gaming. O título também oferece suporte ao programa Xbox Play Anywhere, permitindo jogar tanto no console quanto no PC com uma única compra. Apesar da forte presença no ecossistema Xbox, o jogo também terá versão para PlayStation 5.